# 2002 في الصين
فيما يلي قوائم الأحداث التي وقعت خلال عام 2002 في الصين.

## أحداث
- 7 مايو – خطوط شمال الصين الجوية الرحلة 6136

## سياسة

### تعيين في المنصب
- 1 يناير – تشو يونغ كانغ Minister of Public Security (China) [الإنجليزية]‏،عضو المكتب السياسي للحزب الشيوعي الصيني.
- 15 نوفمبر – هو جينتاو الأمين العام للحزب الشيوعي الصيني.
- 15 نوفمبر – وو يي عضو المكتب السياسي للحزب الشيوعي الصيني.

### انتهاء فترة المنصب
- 15 نوفمبر – جيانغ زيمين الأمين العام للحزب الشيوعي الصيني، عضو المكتب السياسي للحزب الشيوعي الصيني.

## وفيات

### يوليو
- 31 يوليو – بولين تشن (مواليد 1973)